# Lijst van voetbalinterlands Polen - Zwitserland
Deze lijst van voetbalinterlands is een overzicht van alle officiële voetbalwedstrijden tussen de nationale teams van Polen en Zwitserland. De landen speelden tot op heden elf keer tegen elkaar. Het eerste duel, een vriendschappelijke wedstrijd, werd gespeeld in Zürich op 13 maart 1938. De laatste ontmoeting, een achtste finale van het Europees kampioenschap voetbal 2016, vond plaats op 25 juni 2016 in Saint-Étienne (Frankrijk).

## Wedstrijden
| №  | Plaats        | Datum             | Competitie           | Wedstrijd           | Uitslag |
| -- | ------------- | ----------------- | -------------------- | ------------------- | ------- |
| 1  | Zürich        | 13 maart 1938     | Vriendschappelijk    | Zwitserland – Polen | 3 – 3   |
| 2  | Warschau      | 4 juni 1939       | Vriendschappelijk    | Polen – Zwitserland | 1 – 1   |
| 3  | Lausanne      | 5 mei 1971        | Vriendschappelijk    | Zwitserland – Polen | 2 – 4   |
| 4  | Poznan        | 10 mei 1972       | Vriendschappelijk    | Polen – Zwitserland | 0 – 0   |
| 5  | Basel         | 11 mei 1976       | Vriendschappelijk    | Zwitserland – Polen | 2 – 1   |
| 6  | Wrocław       | 15 november 1978  | EK 1980 kwalificatie | Polen – Zwitserland | 2 – 0   |
| 7  | Lausanne      | 12 september 1979 | EK 1980 kwalificatie | Zwitserland – Polen | 0 – 2   |
| 8  | Zürich        | 27 maart 1984     | Vriendschappelijk    | Zwitserland – Polen | 1 – 1   |
| 9  | Larnaca       | 28 februari 2001  | Vriendschappelijk    | Zwitserland – Polen | 0 – 4   |
| 10 | Wrocław       | 18 november 2014  | Vriendschappelijk    | Polen – Zwitserland | 2 – 2   |
| 11 | Saint-Étienne | 25 juni 2016      | EK 2016              | Zwitserland – Polen | 1 – 1   |

## Samenvatting
| Competitie        | Totaal gespeeld | Winst Polen | Gelijk | Winst Zwitserland | Doelsaldo Polen – Zwitserland |
| ----------------- | --------------- | ----------- | ------ | ----------------- | ----------------------------- |
| EK-eindronde      | 1               | 0           | 1      | 0                 | 1 − 1                         |
| EK-kwalificatie   | 2               | 2           | 0      | 0                 | 4 − 0                         |
| Vriendschappelijk | 8               | 2           | 5      | 1                 | 16 − 11                       |
| Totaal            | 11              | 4           | 6      | 1                 | 21 − 12                       |

## Details

### Eerste ontmoeting
| Vriendschappelijk (Zürich, Zwitserland, 13 maart 1938):   |       |                                                           |
| Zwitserland                                               | 3 – 3 | Polen                                                     |
| Lauro Amadò 31' Lauro Amadò 54' André Abegglen 88' (pen.) | goals | 13' Ernest Wilimowski 74' Jerzy Wostal 85' Leonard Piątek |

### Tweede ontmoeting
| Vriendschappelijk (Warschau, Polen, 4 juni 1939):                                                                               |       |                 |
| Polen | 1 – 1 | Zwitserland     |
| Leonard Piątek 29' | goals | 76' Lauro Amadò |
| - Debuut van Alfred Pochopień, Zygmunt Kulawik en Edward Cebula voor Polen. - Debuut van doelman Maurice Glur voor Zwitserland. |       |                 |

### Negende ontmoeting
| Vriendschappelijk (Larnaca, Cyprus, 28 februari 2001): |       |                                                                                |
| Zwitserland                                            | 0 – 4 | Polen                                                                          |
|                                                        | goals | 21' Emmanuel Olisadebe 45' Bartosz Karwan 60' Tomasz Hajto 90' Jacek Krzynówek |

### Tiende ontmoeting
| Vriendschappelijk (Wrocław, Polen, 18 november 2014): |              | |
| Polen | 2 – 2        | Zwitserland |
| Artur Jędrzejczyk 45+1' Arkadiusz Milik 61' | goals        | 4' Josip Drmić 87' Fabian Frei |
| Adam Nawałka | bondscoach   | Vladimir Petković |
| Artur Boruc 46' Artur Jędrzejczyk 52' Kamil Glik Thiago Cionek Paweł Olkowski Tomasz Jodłowiec Maciej Rybus Grzegorz Krychowiak 67' Piotr Zieliński 46' Robert Lewandowski 63' Michał Kucharczyk 53' | opstellingen | Roman Bürki Steve von Bergen Michael Lang Fabian Schär François Moubandje 46' Gökhan Inler 62' Valentin Stocker Xherdan Shaqiri 67' Pajtim Kasami 77' Josip Drmić 62' Gelson Fernandes |
| Łukasz Fabiański 46' Arkadiusz Milik 46' Łukasz Broź 52' Michał Żyro 53' Sebastian Mila 63' Łukasz Teodorczyk 67'                                                                                    | wissels      | 46' Valon Behrami 62' Admir Mehmedi 62' Fabian Frei 67' Haris Seferovic 77' Marco Schönbächler                                                                                         |
| Tomasz Jodłowiec 36' Sebastian Mila 66' Łukasz Broź 71' | gele kaarten | 59' Roman Bürki 83' Marco Schönbächler |
| Michał Żyro 65', 83' | rode kaarten | |
| - Debuut van doelman Roman Bürki (SC Freiburg) voor Zwitserland. |              | |

### Elfde ontmoeting
| Achtste finale EK 2016 (Saint-Étienne, Frankrijk, 25 juni 2016): |                     | |
| Zwitserland | 1 – 1               | Polen |
| Xherdan Shaqiri 82' | goals               | 39' Jakub Błaszczykowski |
| Stephan Lichtsteiner Granit Xhaka Xherdan Shaqiri Fabian Schär Ricardo Rodríguez                                                                                                   | strafschoppen 4 – 5 | Robert Lewandowski Arkadiusz Milik Kamil Glik Jakub Błaszczykowski Grzegorz Krychowiak |
| Vladimir Petković | bondscoach          | Adam Nawałka |
| Yann Sommer Stephan Lichtsteiner Fabian Schär Johan Djourou Xherdan Shaqiri Ricardo Rodríguez Valon Behrami 77' Blerim Džemaili 58' Granit Xhaka Admir Mehmedi 70' Haris Seferovic | opstellingen        | Łukasz Fabiański Łukasz Piszczek Kamil Glik Michał Pazdan Artur Jędrzejczyk Grzegorz Krychowiak 101' Krzysztof Mączyński Jakub Błaszczykowski Arkadiusz Milik 104' Kamil Grosicki Robert Lewandowski |
| Breel Embolo 58' Eren Derdiyok 70' Gelson Fernandes 77' | wissels             | 101' Tomasz Jodłowiec 104' Sławomir Peszko |
| Fabian Schär 55' Johan Djourou 117' | gele kaarten        | 58' Artur Jędrzejczyk 111' Michał Pazdan |

Poolse voetbalbond · A-internationals · Selecties · Statistieken · Pools vrouwenelftal · Olympisch elftal · Polen U21 · Polen U20 · Polen U19 · Polen U18 · Polen U17 · Polen U16
1921 – 1929 ·
1930 – 1939 ·
1940 – 1949 ·
1950 – 1959 ·
1960 – 1969 ·
1970 – 1979 ·
1980 – 1989 ·
1990 – 1999 ·
2000 – 2009 ·
2010 – 2019 ·
2020 – 2029
EK 2008 · 
EK 2012 · 
EK 2016 · 
EK 2020
WK 1938 ·
WK 1974 ·
WK 1978 ·
WK 1982 ·
WK 1986 ·
WK 2002 ·
WK 2006 ·
WK 2018
OS 1924 ·
OS 1936 ·
OS 1972 ·
OS 1976 ·
OS 1992
1921 · 
1922 · 
1923 · 
1924 · 
1925 · 
1926 · 
1927 · 
1928 · 
1929 · 
1930 · 
1931 · 
1932 · 
1933 · 
1934 · 
1935 · 
1936 · 
1937 · 
1938 · 
1939 · 
1940–1946 · 
1947 · 
1948 · 
1949 · 
1950 · 
1951 · 
1952 · 
1953 · 
1954 · 
1955 · 
1956 · 
1957 · 
1958 · 
1959 · 
1960 · 
1961 · 
1962 · 
1963 · 
1964 · 
1965 · 
1966 · 
1967 · 
1968 · 
1969 · 
1970 · 
1971 · 
1972 · 
1973 · 
1974 · 
1975 · 
1976 · 
1977 · 
1978 · 
1979 · 
1980 · 
1981 · 
1982 · 
1983 · 
1984 · 
1985 · 
1986 · 
1987 · 
1988 · 
1989 · 
1990 · 
1991 · 
1992 · 
1993 · 
1994 · 
1995 · 
1996 · 
1997 · 
1998 · 
1999 · 
2000 · 
2001 · 
2002 · 
2003 · 
2004 · 
2005 · 
2006 · 
2007 · 
2008 · 
2009 · 
2010 · 
2011 · 
2012 · 
2013 · 
2014 ·
2015 ·
2016 ·
2017 ·
2018 ·
2019 ·
2020 ·
2021
Albanië ·
Algerije ·
Andorra ·
Argentinië ·
Armenië ·
Australië ·
Azerbeidzjan ·
België ·
Bolivia ·
Bosnië en Herzegovina ·
Brazilië ·
Bulgarije ·
Canada ·
Chili ·
China ·
Colombia ·
Costa Rica ·
Cyprus ·
DDR ·
Denemarken ·
Duitsland ·
Ecuador ·
Egypte ·
Engeland ·
Estland ·
Faeröer · 
Finland ·
Frankrijk ·
Georgië ·
Gibraltar ·
Griekenland ·
Guatemala ·
Haïti ·
Hongarije ·
Ierland ·
India ·
Irak ·
Iran ·
Israël ·
Italië ·
Ivoorkust ·
IJsland ·
Japan ·
Joegoslavië ·
Kameroen ·
Kazachstan ·
Koeweit ·
Kroatië ·
Letland ·
Libië ·
Liechtenstein ·
Litouwen ·
Luxemburg ·
Marokko ·
Malta ·
Mexico ·
Moldavië ·
Montenegro ·
Nederland ·
Nieuw-Zeeland ·
Nigeria ·
Noord-Ierland ·
Noord-Korea ·
Noord-Macedonië ·
Noorwegen ·
Oekraïne ·
Oostenrijk ·
Peru ·
Portugal ·
Roemenië ·
Rusland ·
San Marino ·
Saoedi-Arabië · 
Schotland ·
Senegal ·
Servië ·
Servië en Montenegro · 
Singapore ·
Slovenië ·
Slowakije ·
Sovjet-Unie ·
Spanje ·
Thailand · 
Tsjechië ·
Tsjecho-Slowakije ·
Tunesië ·
Turkije ·
Uruguay ·
Verenigde Arabische Emiraten ·
Verenigde Staten ·
Wales ·
Wit-Rusland ·
Zuid-Afrika ·
Zuid-Korea ·
Zweden ·
Zwitserland
België (1982) ·
Colombia (2018) ·
Costa Rica (2006) ·
Duitsland (2006) ·
Duitsland (2008) ·
Duitsland (2016) ·
Ecuador (2006) ·
Frankrijk (1982) ·
Frankrijk (2022) ·
Griekenland (2012) ·
Italië (1982, 1) ·
Italië (1982, 2) ·
Japan (2018) ·
Kameroen (1982) ·
Kroatië (2008) ·
Noord-Ierland (2016) ·
Oostenrijk (2008) ·
Peru (1982) ·
Rusland (2012) ·
Senegal (2018) ·
Slowakije (2021) ·
Sovjet-Unie (1982) ·
Spanje (2021) ·
Tsjechië (2012) ·
Zweden (2021)
SFV · A-internationals · Selecties · Bondscoaches · Zwitsers vrouwenelftal · Olympisch elftal · Zwitserland U21 · Zwitserland U19 · Zwitserland U18 · Zwitserland U17 · Zwitserland U16 · Vrouwen U17
1905 – 1919 · 
1920 – 1929 · 
1930 – 1939 · 
1940 – 1949 · 
1950 – 1959 · 
1960 – 1969 · 
1970 – 1979 · 
1980 – 1989 · 
1990 – 1999 · 
2000 – 2009 · 
2010 – 2019 · 
2020 – 2029
EK's: 1996 · 
2004 · 
2008 · 
2016 · 
2020 · 
2024
WK's: 1934 · 
1938 · 
1950 · 
1954 · 
1962 · 
1966 · 
1994 · 
2006 · 
2010 · 
2014 · 
2018 · 
2022
OS: 1924 · 
1928 · 
2012
1905 · 
1906 · 1907 · 
1908 · 
1909 · 
1910 · 
1911 · 
1912 · 
1913 · 
1914 · 
1915 · 
1916 · 
1917 · 
1918 · 
1919 · 
1920 · 
1921 · 
1922 · 
1923 · 
1924 · 
1925 · 
1926 · 
1927 · 
1928 · 
1929 · 
1930 · 
1931 · 
1932 · 
1933 · 
1934 · 
1935 · 
1936 · 
1937 · 
1938 · 
1939 · 
1940 · 
1941 · 
1942 · 
1943 · 
1944 · 
1945 · 
1946 · 
1947 · 
1948 · 
1949 · 
1950 · 
1952 ·
1952 · 
1953 · 
1954 · 
1955 · 
1956 · 
1957 · 
1958 · 
1959 · 
1960 · 
1961 · 
1962 · 
1963 · 
1964 · 
1965 · 
1966 · 
1967 · 
1968 · 
1969 · 
1970 · 
1971 · 
1972 · 
1973 · 
1974 · 
1975 · 
1976 · 
1977 ·
1978 · 
1979 · 
1980 · 
1981 · 
1982 · 
1983 · 
1984 · 
1985 · 
1986 · 
1987 · 
1988 · 
1989 · 
1990 ·
1991 · 
1992 · 
1993 · 
1994 ·
1995 · 
1996 · 
1997 · 
1998 · 
1999 · 
2000 · 
2001 · 
2002 · 
2003 · 
2004 · 
2005 · 
2006 · 
2007 · 
2008 · 
2009 · 
2010 · 
2011 · 
2012 · 
2013 ·
2014 ·
2015 ·
2016 ·
2017 ·
2018 ·
2019 ·
2020 ·
2021 ·
2022
Albanië ·
Algerije · 
Andorra · 
Argentinië ·
Australië ·
Azerbeidzjan ·
België ·
Bolivia ·
Bosnië en Herzegovina ·
Brazilië ·
Bulgarije ·
Canada ·
Chili ·
China ·
Colombia ·
Costa Rica ·
Cyprus ·
Denemarken ·
DDR ·
Duitsland ·
Ecuador ·
Egypte ·
Engeland · 
Estland ·
Faeröer ·
Finland ·
Frankrijk ·
Georgië ·
Ghana ·
Gibraltar ·
Griekenland ·
Honduras ·
Hongarije ·
Hongkong ·
Ierland ·
IJsland ·
Israël ·
Italië ·
Ivoorkust ·
Jamaica ·
Japan ·
Joegoslavië ·
Kameroen ·
Kenia ·
Kosovo ·
Kroatië ·
Letland ·
Liechtenstein ·
Litouwen ·
Luxemburg ·
Malta ·
Marokko ·
Mexico ·
Moldavië ·
Montenegro ·
Nederland ·
Nigeria ·
Noord-Ierland ·
Noorwegen ·
Oekraïne ·
Oman ·
Oostenrijk ·
Panama ·
Peru ·
Polen ·
Portugal ·
Qatar ·
Roemenië ·
Rusland ·
Saarland ·
San Marino ·
Schotland ·
Servië ·
Slovenië ·
Slowakije ·
Sovjet-Unie · 
Spanje ·
Togo ·
Tsjechië ·
Tsjecho-Slowakije ·
Tunesië ·
Turkije ·
Uruguay ·
Venezuela ·
VA Emiraten ·
Verenigde Staten ·
Wales ·
Wit-Rusland ·
Zimbabwe ·
Zuid-Korea ·
Zweden
Albanië (2016) ·
Argentinië (2014) ·
Brazilië (2018) ·
Chili (2010) ·
Costa Rica (2018) ·
Ecuador (2014) ·
Frankrijk (2006) ·
Frankrijk (2014) ·
Frankrijk (2016) ·
Frankrijk (2021) ·
Honduras (2010) · 
Honduras (2014) · 
Italië (2021) · 
Oekraïne (2006) ·
Portugal (2008)  · 
Portugal (2022) · 
Roemenië (2016) · 
Servië (2018) ·
Spanje (2010) ·
Spanje (2021) ·
Togo (2006) ·
Tsjechië (2008) ·
Turkije (2008) ·
Turkije (2021) ·
Wales (2021) ·
Zuid-Korea (2006) ·
Zweden (2018)